# Hans-Dieter Spengler (Rechtswissenschaftler)
Hans-Dieter Spengler (* 29. April 1963 in Zweibrücken) ist ein deutscher Rechtswissenschaftler.

## Leben
Nach dem Abitur 1980 am Hofenfelsgymnasium Zweibrücken studierte er von 1980 bis 1986 Rechtswissenschaften an der Ludwig-Maximilians-Universität München als Stipendiat der Stiftung Maximilianeum und von 1983 bis 1984 in Oxford am Balliol College. 1986 legte er die erste, 1989 die zweite juristische Staatsprüfung ab. Nach der ersten juristischen Staatsprüfung war er bis 1998 wissenschaftlicher Mitarbeiter und Assistent für Antike Rechtsgeschichte am Leopold-Wenger-Institut der Universität München. Nach der Promotion 1992 in München hatte er im Wintersemester 1996/1997 einen Lehrauftrag für Römisches Recht an der Universität Bayreuth. Nach der Habilitation 1998 an der Juristischen Fakultät der Ludwig-Maximilians-Universität (Lehrberechtigung für die Fächer Römisches Recht, Bürgerliches Recht und Neuere Rechtsgeschichte) vertrat er im Wintersemester 1998/1999 den Lehrstuhl für Bürgerliches Recht, Römisches Recht und Antike Rechtsgeschichte an der Friedrich-Alexander-Universität Erlangen-Nürnberg, auf den er anschließend berufen wurde. Seit 1996 ist er Mitarbeiter der „Forschungsgruppe antike Sklaverei“ der Akademie der Wissenschaften und der Literatur in Mainz. Von September 2001 bis August 2006 war er Mitglied des Prüfungsausschusses für die Erste Juristische Staatsprüfung in Bayern.
Seine Forschungsschwerpunkte sind die antike und neuere Rechtsgeschichte, besonders das römische Recht, sowie die Beziehung zwischen der antiken Rhetorik und dem Recht.

## Schriften (Auswahl)
- Studien zur interrogatio in iure. München 1994, ISBN 3-406-38199-5.
- Dogmatik, Systematik, Polemik. Untersuchungen zu Stil und Methode des Iulius Paulus. München 1998, OCLC 633764973.
- mit Wilhelm Krumbach und Hans Schreiber: Die Fränkischen Orgeltage 1966–1998. Eine Dokumentation. Hellingen 2003, OCLC 163372307.
- mit Benedikt Forschner und Michael Mirschberger (Hrsg.): Die Idee der Person als römisches Erbe?. Erlangen 2016, ISBN 3-944057-53-8.